# Anna Alexandrowna Wyrubowa

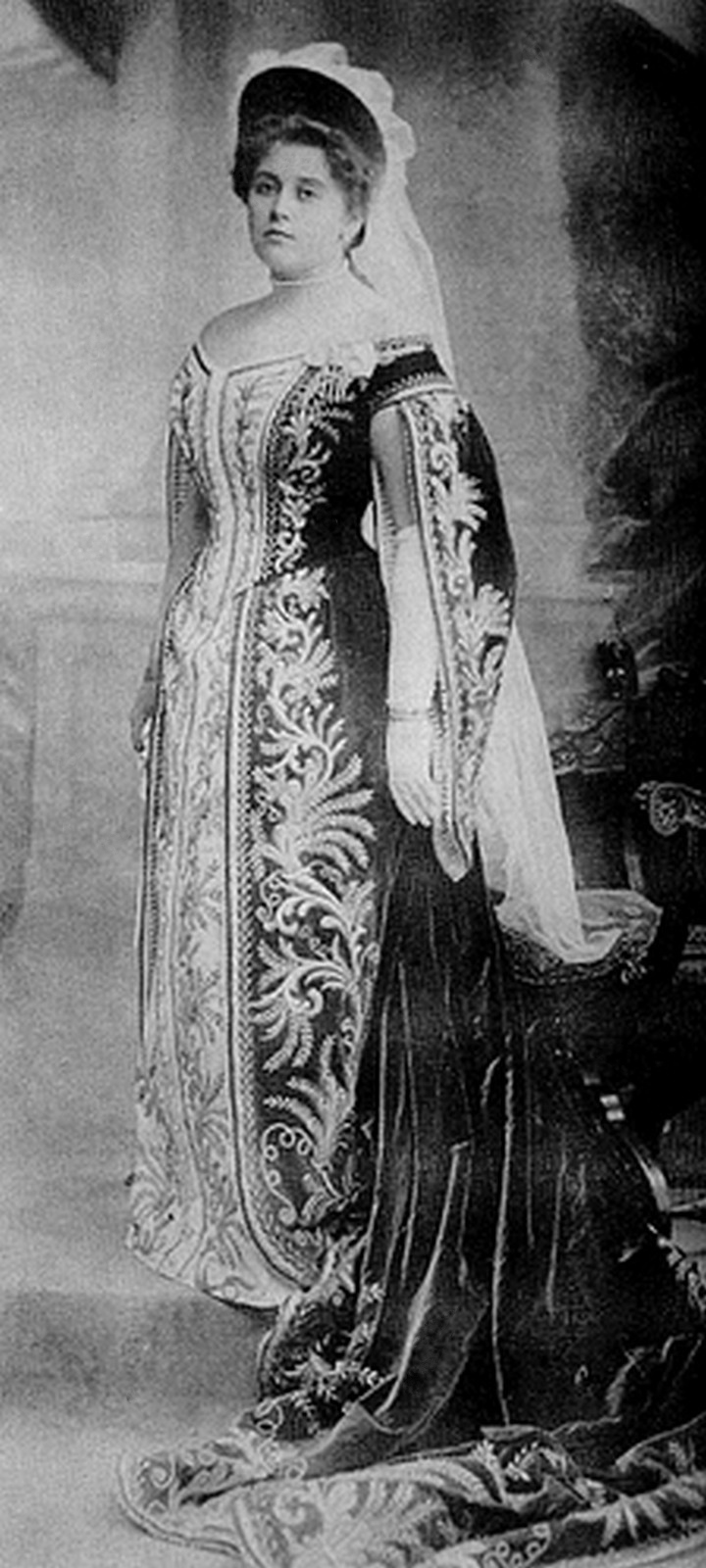
Anna Tanejewa (22. Januar 1903)

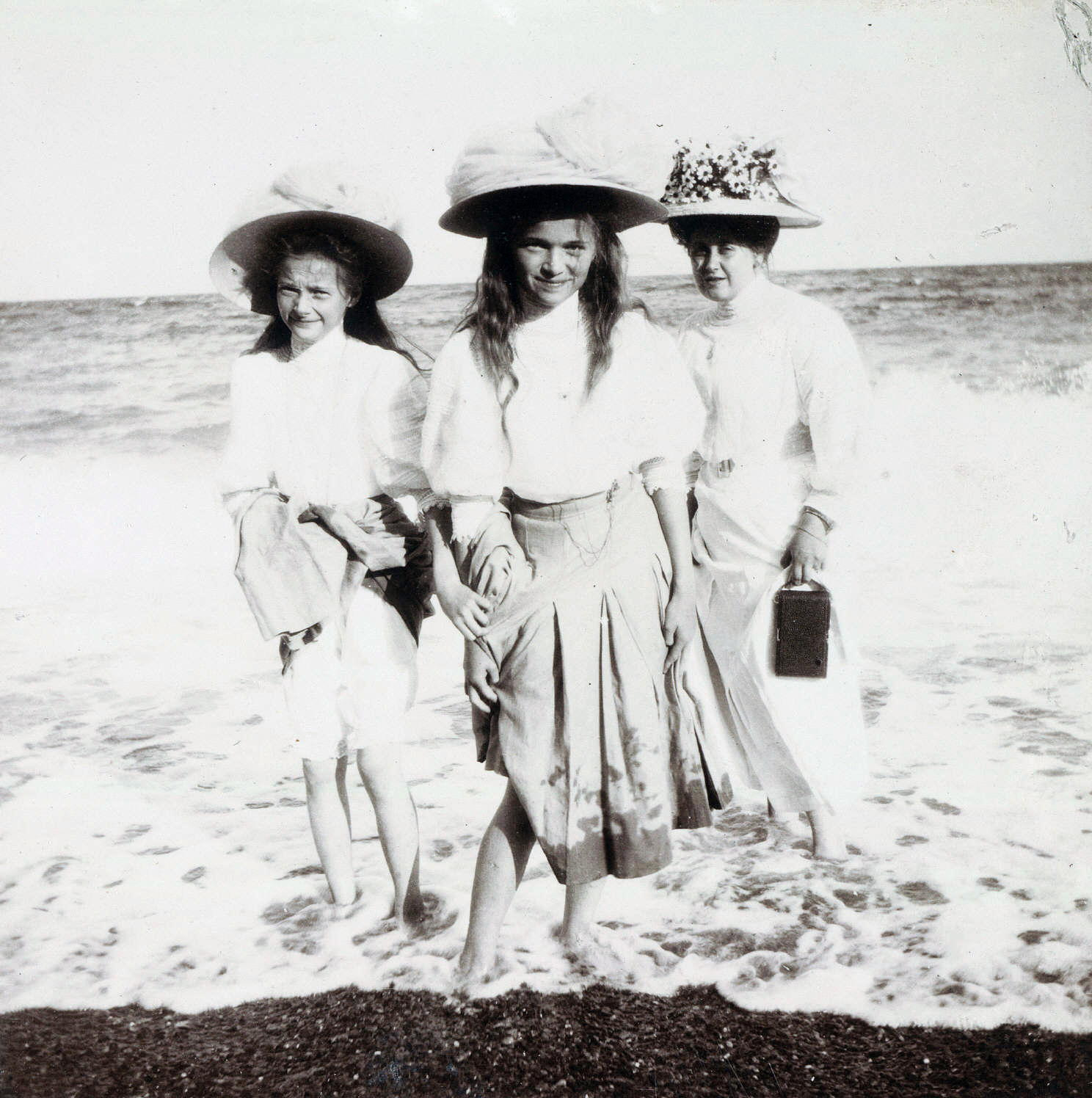
Anna Wyrubowa (rechts) mit den Großfürstinnen Tatjana und Olga Nikolajewna im Sommer 1909

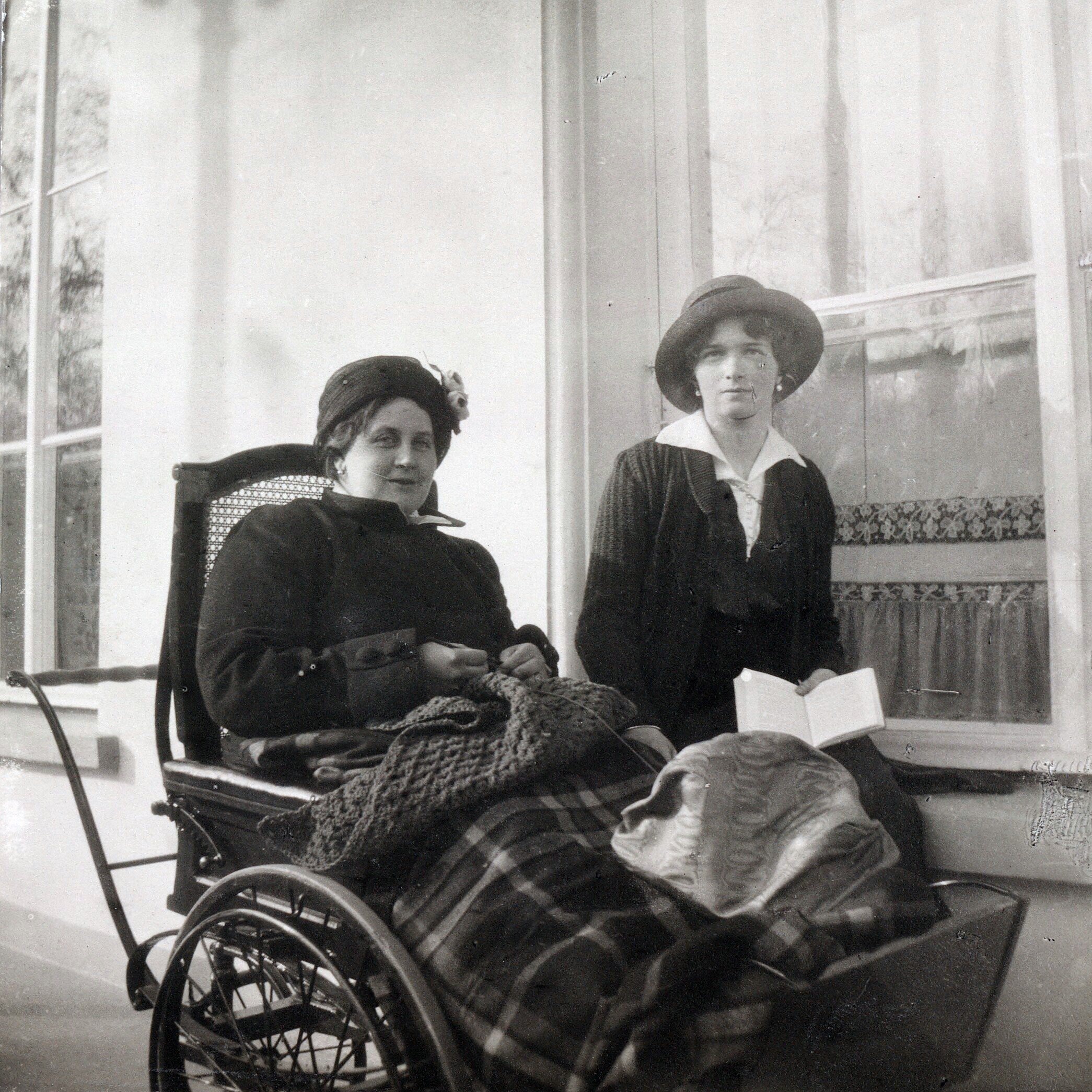
Anna Wyrubowa (links) zusammen mit Großfürstin Olga

Anna Alexandrowna Wyrubowa (russisch Анна Александровна Вырубова, wiss. Transliteration Anna Aleksandrovna Vyrubova, geborene Танеева/Tanejewa; * 16. Juli 1884 in Oranienbaum; † 20. Juli 1964 in Helsinki) war Hofdame und engste Vertraute der Zarin Alexandra Fjodorowna.

## Leben
Anna Alexandrowa, Tochter des Komponisten Tanejew, war eine Hofdame der Zarin Alexandra Fjodorowna. Als Kind war sie eine Spielgefährtin von Felix Jussupow, dem späteren Drahtzieher der Ermordung Rasputins. Jussupow äußerte sich abfällig über sie:

„Anna, die älteste Tochter von Tanejew, war groß und füllig mit einem aufgeschwollenen, glänzenden Gesicht, ohne jeglichen Charme. Obwohl sie überhaupt nicht intelligent war, war sie außergewöhnlich schlau und ziemlich gerissen. Es war ziemlich schwierig, Partner für sie zu finden. Niemand konnte ahnen, dass dieses unattraktive Mädchen eines Tages zur engen Freundin und zum bösen Geist der Zarin werden würde. Rasputins erstaunlicher Einfluss bei Hof ist in großem Maße ihr zu verdanken.“

Am 30. April 1907 heiratete sie Leutnant Wyrubow. Sie schrieb später, Rasputin hätte ihr eine unglückliche Ehe vorausgesagt. Seine Briefe an sie aus dieser Zeit beweisen jedoch das Gegenteil. Er beglückwünschte sie und nannte ihren zukünftigen Ehemann „ein goldenes Kreuz“. Die Ehe hielt aber nur einen Monat. Als kurz nach der Hochzeit die Eheprobleme nicht mehr ignoriert werden konnten, riet Rasputin der unglücklichen Gattin schriftlich zur Geduld und versprach ihr ein gutes Ende. Doch es kam anders. Anna Wyrubowa, die später ihrem Ehemann sexuelle Impotenz und einen Hang zu Sadismus vorwarf, wurde von ihm brutal zusammengeschlagen, und die Ehe wurde nach einem Jahr geschieden. Rasputin bot der geschiedenen Frau nun Trost an und versprach ihr in einem Brief vom 1. Juli 1908, dass sie, die „Leidende“, deren Gatte sie „verleumdet“ hätte, Frieden finden werde, wenn sie „ihre Qualen vor dem Throne des Allmächtigen ausgießen werde“. Die schmerzvolle Ehescheidung stärkte ihre religiöse Leidenschaft und brachte sie noch näher zur Zarin und zu Rasputin.
Anna Wyrubowa hat nicht, wie oft behauptet, Rasputin am Zarenhof eingeführt. Dies besorgte die Großfürstin Anastasia, verheiratet mit dem Großfürsten Nikolai Nikolajewitsch. Sie gehörte aber zur ständigen Begleitung der Zarenfamilie, besonders der Zarin, und hatte als Bindeglied zu Rasputin eine herausgehobene Stellung. Anna Wyrubowa wollte der Zarin wie auch Rasputin dienen; politischen Einfluss wollte sie nie ausüben, und er wäre ihr auch nie zugestanden worden.
Im Ersten Weltkrieg war sie zusammen mit der Zarin und deren ältesten Töchtern Olga und Tatjana Krankenschwester beim Russischen Roten Kreuz. Am 2. Januar 1915 verunglückte Anna Wyrubowa bei einem Eisenbahnunglück schwer. Nachdem sie bereits die Sterbesakramente empfangen hatte, wachte sie nach einem Gebet Rasputins wieder auf. Für die Zarin wie für Anna Wyrubowa war dies ein weiterer Beweis für die Auserwähltheit Rasputins.
Nach der Februarrevolution 1917 wurde sie wegen ihrer Nähe zur Zarenfamilie wiederholt von der Provisorischen Regierung und der Tscheka verhaftet. Im Dezember 1920 gelang ihr die Flucht nach Finnland. Sie veröffentlichte im Exil Erinnerungen aus ihrer Zeit mit den Romanows, darunter 1923 zusammen mit der US-amerikanischen Journalistin Rheta Childe Dorr ihre Memoiren Memories of the Russian Court (1923).
Sie verstarb 1964 in Helsinki und liegt auf dem dortigen orthodoxen Friedhof begraben.

## Werke
- Seiten aus meinem Leben. (Страницы из моей жизни/Stranizy is mojei schisni) Riga 1923.
- Memories of the Russian Court. Macmillan, London 1923.
- Glanz und Untergang der Romanows. Amalthea, Zürich 1927.
- Hoffräulein ihrer Hoheit. (Фрейлина ее величества/Freilina jejo welitschestwa) Orient, Riga 1928.